# Лаврищев, Дмитрий Сергеевич
Дмитрий Сергеевич Лаврищев (23 декабря 1998 года, Елец, Липецкая область, Россия) — российский футболист, нападающий клуба Ротор.

## Карьера
Начинал свою карьеру в любительских коллективах из Липецкой области. В 2018 году талантливого игрока заметили в «Роторе» и пригласили его к себе. За основную команду в ФНЛ Лаврищев провёл всего один матч. Выступая в ПФЛ за «Ротор-2», форвард был лучшим бомбардиром команды. Летом 2019 года ему был предложен долгосрочный контракт с волгоградским клубом, но футболист решил поехать на сбор с петербуржским «Зенитом-2» в Финляндию. Привлекался к занятиям с основой «Зенита», однако контракт с ним так и не подписал. В августе вместе со своим бывшим одноклубником по «Ротору-2» Сергеем Михайловым пополнил состав клуба армянской Премьер-Лиги «Ной». Дебютировал в местной элите 24 августа в матче против «Лори» (0:1).
В июле 2022 года стал игроком клуба «Кубань Холдинг» из станицы Павловской, в составе которого дебютировал 24 числа того же месяца, выйдя на замену во втором тайме в поединке первенства. 14 ноября того же года был исключён из заявки павловского коллектива.
14-го января 2022 года подписал контракт на 1,5 года с таганрогским футбольным клубом «Форте». До ноября 2023 провёл за таганрогский клуб 28 матчей во всех турнирах, в которых забил 14 голов.

## Достижения
- Обладатель Кубка Армении: 2019/20.
- Обладатель Суперкубка Армении: 2020.
- Лучший молодой игрок в группе «Центр» Первенства ПФЛ: 2018/19[6].
- Лучший бомбардир Второй лиги Группы-1 2022/23 16 голов.